# 후루베 요시노리
후루베 요시노리(일본어: 古邊 芳昇, 1970년 12월 9일 ~ )는 일본의 전 축구 선수이다.

## 구단 경력
1993년 가가와 시운 클럽에 입단했다. 1994년 재팬 풋볼 리그의 후지에다 브룩스(아비스파 후쿠오카)로 이적했다. 1995년 재팬 풋볼 리그 우승으로 J1리그로 승격했다. 1998년까지 116경기에 출전하여, 3득점을 넣었다. 1999년 J2리그의 FC 도쿄로 이적했다. 1999년 J2리그 준우승으로 J1리그로 승격했다. 2001년 일본 풋볼 리그의 사가와 급편 도쿄로 이적했다. 2001년후 현역 은퇴.